# Flying Shark
Flying Shark (飛翔鮫?) è un videogioco arcade sparatutto a scorrimento del 1987 sviluppato da Toaplan e pubblicato da Taito. In America del Nord venne pubblicato da Romstar con il titolo Sky Shark. Ha avuto numerose conversioni, tra cui per molti home computer edite da Firebird e una per Nintendo Entertainment System, e un seguito nel 1989 denominato Fire Shark.
Il giocatore pilota un biplano con visuale dall'alto.

## Trama
Ambientato nella seconda guerra mondiale, il protagonista controlla un P-40 Tiger Shark Fighter in cerca di prigionieri di guerra statunitensi.

## Modalità di gioco
Il gameplay è simile ad altri sparatutto quali Xevious e Tiger-Heli. Sono presenti cinque livelli di gioco.

## Sviluppo
Il protagonista di Flying Shark compare anche nel videogioco Batsugun.